# Умётский поссовет
Умётский поссовет — муниципальное образование со статусом городского поселения в составе Умётского района Тамбовской области России.
Административный центр — рабочий посёлок Умёт.

## История
В соответствии с Законом Тамбовской области от 17 сентября 2004 года № 232-З установлены границы муниципального образования и статус поссовета как городского поселения.
В соответствии с Законом Тамбовской области от 3 декабря 2009 года № 587-З в состав поссовета включён упразднённый Градоуметский сельсовет. 

## Население
| 2010  | 2012  | 2013  | 2014  | 2015  | 2016  | 2017  |
| ----- | ----- | ----- | ----- | ----- | ----- | ----- |
| 5733  | ↘5618 | ↘5491 | ↘5385 | ↘5312 | ↗5326 | ↘5267 |
| 2018  | 2019  | 2020  | 2021  |       |       |       |
| ↘5188 | ↘5033 | ↘4968 | ↗4971 |       |       |       |

## Состав городского поселения
| № | Населённый пункт | Тип населённого пункта                  | Население |
| - | ---------------- | --------------------------------------- | --------- |
| 1 | Градский Умёт    | село                                    | ↘14       |
| 2 | Ивановка         | село                                    | 453       |
| 3 | Красный Октябрь  | посёлок                                 | 359       |
| 4 | Любичи           | село                                    | 164       |
| 5 | Павловка         | деревня                                 | 3         |
| 6 | Умёт             | рабочий посёлок, административный центр | ↗4243     |